# 杜瓦達米
杜瓦達米是沙特阿拉伯的城鎮，位於該國中部內志地區，距離首都利雅得約300公里，由利雅得省負責管轄，海拔高度975米，2004年人口53,071。